# Литтлпейдж, Джон
Джон Дикинсон Литтлпейдж (варианты имени — Джек или Иосиф Эдуардович, англ. John Dickinson Littlepage; 14 сентября 1894 — 8 июля 1948) — американский горный инженер, проработавший в СССР с 1928 по 1937 год, был заместителем наркома Золотого треста СССР в 1930-х годах. Являлся одним из немногих иностранцев, удостоенных ордена Трудового Красного Знамени.

## Биография
Родился в Грешеме в штате Орегон 14 сентября 1894 года.
В 1917 году он женился на 19-летней Джорджии Блэкстоун Гилпатрик.
Александр Павлович Серебровский (1884—1938), которого Троцкий назвал «одним из столпов [советского] режима», был призван Сталиным реформировать советскую золотодобывающую промышленность. Сталин прочитал несколько книг о Калифорнийской золотой лихорадке 1849 года, в том числе произведения Брета Гарта и книгу Блеза Сандрара «Золото Саттера». В 1927 году Серебровский был командирован на Аляску, в качестве простого «профессора горного дела» (он и на самом деле он был профессором Московского горного института, а также одним из важных функционеров советского правительства); его задача состояла в том, чтобы изучить и скопировать в СССР американские методы добычи полезных ископаемых.
На одной из первых шахт, которую посетил Серебровский, он встретил 33-летнего Джека Литтлпейджа, весьма успешного горного инженера. Литтлпейдж сначала отклонил предложение Серебровского о работе в СССР, заявив, что он «не любит большевиков», поскольку они «имеют обыкновение стрелять в людей, особенно в инженеров» (имелось в виду «Шахтинское дело»). Однако Серебровский был очень настойчив и сумел убедить Литтлпейджа вместе с семьёй переехать в СССР.
1 мая 1928 года Джек Литтлпейдж с женой и двумя маленькими дочерьми прибыл в СССР. В советской пропагандистской листовке сказано, что Литтлпейдж был «привлечён в Советский Союз грандиозным масштабом нашего строительства, идеями великого Сталина, возможностью свободно раскрыть свои таланты», при этом финансовые стимулы остались неуказанными. Литтлпейдж вскоре выучил русский язык, был переименован в Ивана Эдуардовича и с неослабевающим стремлением «приступил к проверке расчётов, проектов, смет, планов работ».
В последующие шесть лет производство золота в СССР превысило производство в США и было готово превысить объём добычи во всей Британской империи. В отличие от многих граждан США, эмигрировавших в СССР в то время, Литтлпейдж не был вынужден принять советское гражданство, и власти не конфисковали его американский паспорт, как это было в случае многих подобных эмигрантов. Однако от него требовалось игнорировать использование рабского труда заключённых на советских золотых приисках. В разгар советских репрессий Литтлпейдж продолжал свою работу в качестве заместителя начальника главка «Главзолото» (Главного управления по цветным металлам, золоту и платине ВСНХ СССР), консультируя Серебровского по развертыванию разведывательно-изыскательских партий в аляскинском стиле на девственных советских золотоносных месторождениях.
Убийство в декабре 1934 года Сергея Кирова стало одним из спусковых механизмов Большого террора. Литтлпейдж отметил, что когда произошло убийство, «страна только начала привыкать к довольно комфортному распорядку дня после болезненных лет, последовавших за Второй коммунистической революцией». Всего за несколько месяцев до этого «летом 1934 года правительство объявило … что федеральная полиция <НКВД> … больше не будет иметь право арестовывать людей … в течение пяти лет без открытого судебного разбирательства. Теперь правительство объявило, что прежние полномочия снова возвращены полиции <НКВД>, и последняя начала применять их с величайшей энергией».
За успехи Литтлпейдж был награждён орденом Трудового Красного Знамени и автомобилем ГАЗ-А (то есть Фордом модели А советского производства), который в те времена в СССР считался одним из самых ценных подарков. Литтлпейдж несколько раз ездил в США, чтобы нанять новых инженеров для советской золотодобывающей промышленности: во время Великой депрессии недостатка в желающих не было. Многие из тысяч американских рабочих, эмигрировавших в то время в СССР в поисках работы, впоследствии стали жертвами террора.
В 1936 году была опубликована книга Серебровского «На золотом фронте»; однако эта книга была «изъята из обращения вскоре после того, как появилась, потому что некоторые из упомянутых в ней людей были объявлены участниками заговора». Сам Серебровский в конце концов тоже был «разоблачен» как «враг народа», доставивший Льву Троцкому не менее 50 миллионов золотых слитков. Прозванный «советским Рокфеллером» за его работу на кавказских нефтяных месторождениях, Серебровский был казнен, а Литтлпейдж оказался запятнанным связью с Серебровским; Литтлпейдж обнаружил, что его не загружают работой. Окаменевшие российские служащие отказывались приближаться к нему, другу казненного «врага народа» и иностранцу.
Примечательно, что Литтлпейдж был одним из немногих иммигрантов из США, которым разрешили покинуть СССР во время террора: оставшихся в СССР расстреливали или подвергали репрессиям. Литтлпейдж покинул СССР вскоре после интервью в посольстве США в Москве 22 сентября 1937 года (в своей книге он указывает на "теплое августовское утро 1937 года"), в котором он высказал свое мнение о том, что советский комиссар промышленности Георгий Пятаков организовал «вредительство» на различных золотых приисках.
В серии статей для The Saturday Evening Post Литтлпейдж описал продолжающуюся «дальневосточную золотую лихорадку» и «бесстрашных мужчин и женщин», ведущих разведку золотоносных месторождений Восточной Сибири. Даже отвечая на вопросы военного министерства США, Литтлпейдж не упомянул легионы зэков, используемых на добыче золота в смертельно опасных условиях на ледяных пространствах ГУЛАГа на северо-востоке Сибири. Литтлпейдж написал книгу о своём опыте: «В поисках советского золота» совместно с иностранным корреспондентом The Saturday Evening Post и The Christian Science Monitor в Москве г-ном Демари Бесс (1 января 1938 г.), ISBN 0-405-03044-4 .

## Семья
- Жена — Джорджия Блэкстоун Гилпатрик Литтлпейдж (Georgia Blackstone Gilpatrick Littlepage, 1898—1981)[5]
  - Дочь — Джорджия Блэкстоун Литтлпейдж Гуди (Georgia Blackstone Littlepage Goudie, 1918—2004);[5]
  - Дочь — Джин Кэтрин Литтлпейдж Пиплс (Jean Katherine Littlepage Peeples, 1921—2012)[5]